# Bradley Wiggins
Sir Bradley Marc Wiggins, CBE (sinh ngày 28 tháng 4 năm 1980) là một cua-rơ người Anh. Anh thuộc biên chế của đội Team Sky. Trong cuộc đua Tour de France 2012, anh đã hoàn tất 20 chặng đua với khoảng cách lên tới 3 phút 21 giây so với người về sau, cũng là một cua-rơ người Anh trong đội Sky Chris Froome. Chung cuộc, tổng thời gian thi đấu của Bradley Wiggins ở giải năm nay là 87 giờ 34 phút 47 giây. Bradley Wiggins bảo vệ thành công chiếc áo vàng và chính thức đi vào lịch sử của giải Tour de France với tư cách cua-rơ đầu tiên của Anh chiến thắng giải đua xe đạp này trong 109 năm tính đến thời điểm năm 2012. Anh sẽ tham gia Olympics London 2012. Đây sẽ là kỳ thế vận hội thứ 4 trong sự nghiệp thi đấu của Bradley Wiggins. Wiggins đã từng giành 6 tấm huy chương, trong đó có ba huy chương vàng cự ly ngắn (4 km) tại Athens 2004 (1) và Thế vận hội Bắc Kinh 2008 (2).

## Tiểu sử
Là con trai của một tay đua xe đạp chuyên nghiệp của Úc, Gary Wiggins, và mẹ Anh, Linda, Bradley Wiggins sinh ra tại Ghent, Bỉ, vào năm 1980. Linda trở về London với Bradley vào năm 1982 sau khi bà đã chia tay cha của mình. Bradley trải qua thời thơ ấu của mình ở Kilburn, Luân Đôn cùng với mẹ và cha dượng Brendon, em trai, Ryan, và ông bà của mình. Anh bắt đầu đua tại phía nam London của Herne Hill Velodrome ở tuổi 12, và đại diện Camden trong Thế vận hội Thanh niên London lúc còn trẻ. Trong năm 2010, ông được giới thiệu tại London Youth Games Hall of Fame.